# 德益站
德益站（日语：／ Tokumasu eki */?）是位於福岡縣柳川市大和町德益，西日本鐵道（西鐵）的天神大牟田線車站。車站編號為T40。站內設有60公里里程碑。

## 歷史
- 1938年（昭和13年）9月1日 - 車站啟用。
- 2008年（平成20年）5月18日 - 此站開始可以使用IC卡nimoca。
- 2017年（平成29年）2月1日 - 此站引入車站編號[1]。
- 2021年（令和3年）4月1日 - 隨著引入中央控制行車，整日成為無人車站[2][3]。

## 車站構造
車站是一座地面車站，設有1面1線的單式月台。車站大樓在1956年建成，後來成為無人車站於2000年撤走。

### 月台
| 月台 | 路線          | 上下行     | 方向                     |
| ---- | ------------- | ---------- | ------------------------ |
|      | ●天神大牟田線 | 上行       | 久留米、福岡（天神）方向 |
| 下行 | ●天神大牟田線 | 大牟田方向 |                          |

※資訊上沒有標示月台編號。

## 使用狀況
在2019年度，1日平均上下車人次為209人。

以下為各年度1日平均使用人次列表：
| 年度               | 1日平均 乘車人次 | 1日平均 上下車人次 |
| ------------------ | ---------------- | ------------------ |
| 2011年（平成23年） |                  | 247                |
| 2012年（平成24年） |                  | 228                |
| 2013年（平成25年） |                  | 250                |
| 2014年（平成26年） |                  | 237                |
| 2015年（平成27年） |                  | 233                |
| 2016年（平成28年） |                  | 219                |
| 2017年（平成29年） |                  | 211                |
| 2018年（平成30年） |                  | 206                |
| 2019年（令和元年） |                  | 209                |

## 車站周邊
- 昭玄寺
- 國道208號（日语：国道208号）
- 福岡縣道772號德益蒲船津線（日语：福岡県道772号徳益蒲船津線）
- 柳川汽車學校

## 相鄰車站
西日本鐵道
■天神大牟田線
■特急、■急行
通過
■普通
西鐵柳川（T39）－德益（T40）－鹽塚（T41）

## 注腳
1. ↑   (PDF). 西日本鐵道. 2017-01-24  [2017年3月20日]. （原始内容存档 (PDF)于2020-07-28） （日语）.
2. ↑   (PDF) (新闻稿). 西日本鉄道広報部. 2021-03-19  [2021-03-19]. （原始内容 (PDF)存档于2021-03-19） （日语）.
3. ↑   (PDF) (新闻稿). 西日本鉄道広報部. 2020-08-28  [2020-08-28]. （原始内容 (PDF)存档于2020-08-28） （日语）.
4. ↑  . 西鉄沿線おでかけナビ.   [2019-05-05]. （原始内容存档于2020-10-31） （日语）.
5. 1 2  . 西日本鉄道株式会社.   [2021-01-14]. （原始内容存档于2021-01-29） （日语）.

## 外部連結
- 德益站（西鐵沿線web） （页面存档备份，存于）（日語）